# Fronte di Liberazione Eritreo

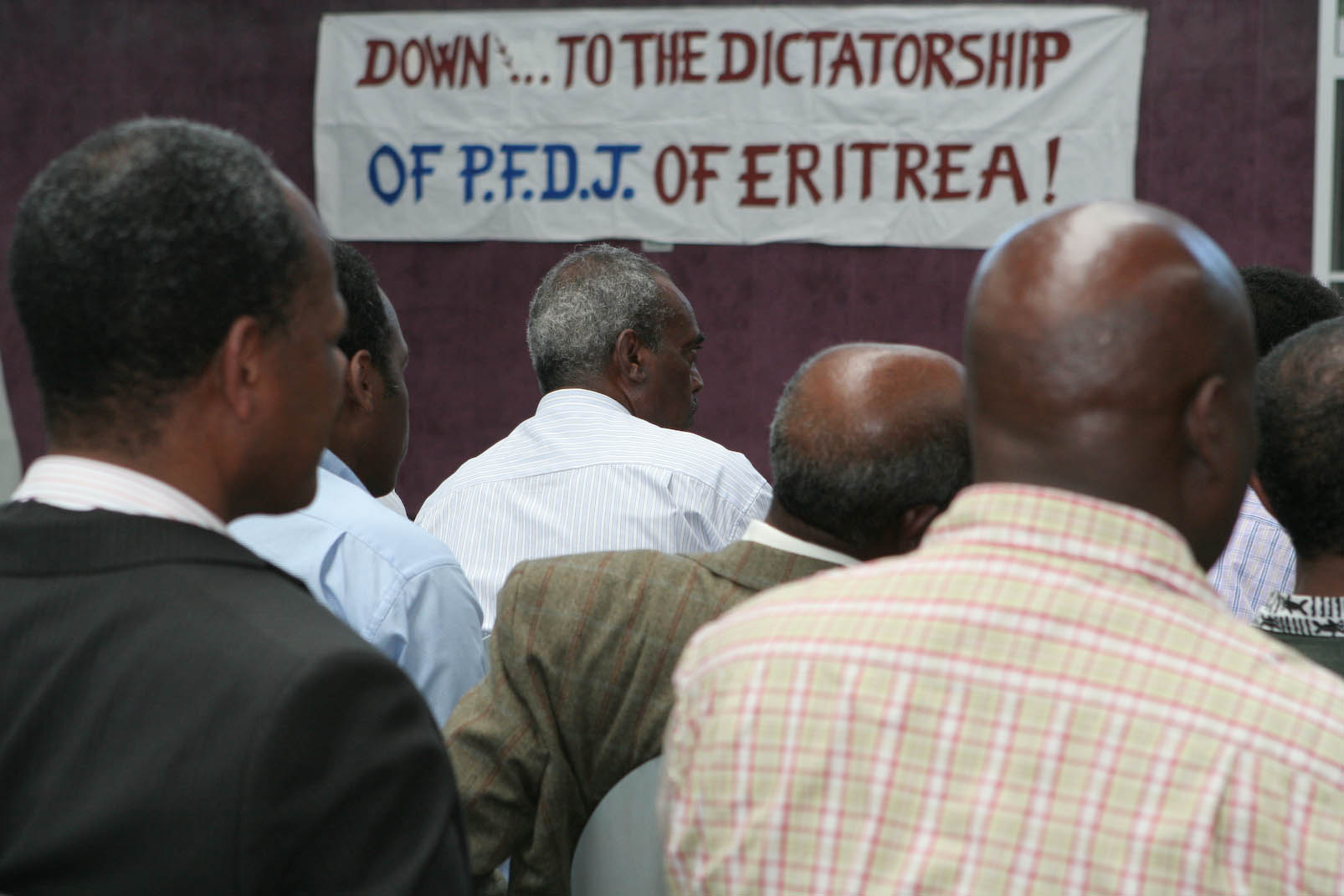
Manifestazione di simpatizzanti dell'ELF a Kalbach, nei pressi di Francoforte

Il Fronte di Liberazione Eritreo (Eritrean Liberation Front o ELF) fu il maggiore movimento indipendentista in Eritrea che lottò per l'affrancamento di quest'ultima dall'Etiopia durante gli anni sessanta e settanta. Movimenti politici senza un'organizzazione centrale che miravano all'indipendenza eritrea iniziarono a conglomerarsi già all'inizio degli cinquanta, ma solo nel luglio 1960 l'ELF fu ufficialmente fondato al Cairo da Idris Muhammad Adam e da altri intellettuali e studenti eritrei, con l'adesione di figure storiche dell'indipendentismo come Woldeab Woldemariam ed Ibrahim Sultan Ali. Nel 1961 Hamid Idris Awate costituì il braccio armato del movimento e proclamò l'inizio della lotta per l'indipendenza. Guidata da Awate, l'ELF condusse fin dal 1º settembre di quello stesso anno, un violento conflitto armato contro il governo usando tattiche di guerriglia. Anche se il movimento costituì un serio problema per gli organi di potere etiopi e per il loro esercito, l'ELF dovette tuttavia affrontare fin dalla fine degli anni '60 un conflitto interno tra le diverse correnti politiche. Negli anni '70 un gruppo di suoi membri abbandonò il movimento per formare il Fronte di Liberazione del Popolo Eritreo, gruppo militare attestato su posizioni rivolte al socialismo. Dall'inizio degli ottanta quest'ultimo divenne il maggior movimento indipendentista del paese, rimpiazzando l'ELF. Quando l'Eritrea conquistò l'indipendenza il Fronte di Liberazione Popolare Eritreo mutò il proprio nome in Fronte Popolare per la Democrazia e la Giustizia, movimento a cui aderirono alcuni membri dell'ELF mentre i rimanenti decisero di continuare la lotta armata attestandosi nei pressi del confine sudanese. Nel 1995 a Gondar si è tenuta una riunione direttiva dell'ELF in cui sono emerse le profonde differenze ideologiche che oggi dividono i fondatori del movimento (Ahmed Mohammed Nasser, Hiruy Tadla Bayru) e i nuovi leader (Siyoum Ogbamichael, Hussein Kelifah e Weldeyesus Ammar).
Il movimento fa oggi parte dell'Alleanza Nazionale Eritrea. Tale gruppo, a detta del regime di Asmara, pare ricevere supporto militare dall'Etiopia.